# Палацо Канавезе
Палацо Канавезе (итал. Palazzo Canavese) је насеље у Италији у округу Торино, региону Пијемонт.
Према процени из 2011. у насељу је живело 709 становника. Насеље се налази на надморској висини од 246 м.

## Становништво
Према резултатима пописа становништва 2011. у општини је живело 843 становника.
| 1931. | 1936. | 1951. | 1961. | 1971. | 1981. | 1991. | 2001. | 2011. |
| ----- | ----- | ----- | ----- | ----- | ----- | ----- | ----- | ----- |
| 897   | 943   | 889   | 865   | 877   | 822   | 801   | 782   | 843   |